# 기계 학습

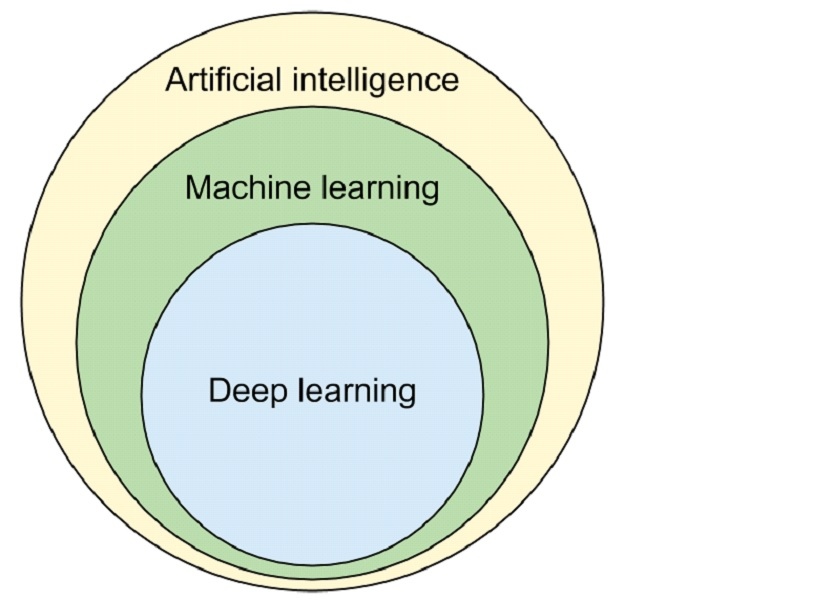
AI의 하위 분야인 기계 학습.

기계 학습(機械學習) 또는 머신 러닝(영어: machine learning, ML)은 경험을 통해 자동으로 개선하는 컴퓨터 알고리즘의 연구이다. 방대한 데이터를 분석해 '미래를 예측하는 기술'이자 인공지능의 한 분야로 간주된다. 기계 학습은 복잡한 패턴에 대한 학습을 통해 상황에 대한 예측과 의사 결정을 돕는다. 컴퓨터가 학습할 수 있도록 하는 알고리즘과 기술을 개발하는 분야이다. 가령, 기계 학습을 통해서 수신한 이메일이 스팸인지 아닌지를 구분할 수 있도록 훈련할 수 있다.
기계 학습의 핵심은 표현(representation)과 일반화(generalization)에 있다. 표현이란 데이터의 평가이며, 일반화란 아직 알 수 없는 데이터에 대한 처리이다. 이는 전산 학습 이론 분야이기도 하다. 다양한 기계 학습의 응용이 존재한다. 문자 인식은 이를 이용한 가장 잘 알려진 사례이다.

## 정의
1959년, 아서 사무엘은 기계 학습을 "기계가 일일이 코드로 명시하지 않은 동작을 데이터로부터 학습하여 실행할 수 있도록 하는 알고리즘을 개발하는 연구 분야"라고 정의하였다.

## 일반화
기계 학습에서의 일반화는 훈련 이후 새롭게 들어온 데이터를 정확히 처리할 수 있는 능력을 말한다.

## 기계 학습과 데이터 마이닝
기계 학습과 데이터 마이닝은 종종 같은 방법을 사용하며 상당히 중첩된다.
다만 다음에 따라 대략적으로 구분된다.
- 기계 학습은 훈련 데이터를 통해 학습된 알려진 속성을 기반으로 예측에 초점을 두고 있다.
- 데이터 마이닝은 데이터의 미처 몰랐던 속성을 발견하는 것에 집중한다. 이는 데이터베이스의 지식 발견 부분의 분석 절차에 해당한다.

## 이론
이론 전산학의 한 갈래이다. 훈련 데이터는 유한한데, 결과는 불확실하다. 이는 학습 이론을 통해 알고리즘의 결과를 장담할 수 없기 때문이다. 또한 다른 용어를 사용함에도 불구하고 통계적 추론과도 많은 유사점이 있다.

## 알고리즘 유형
- 지도 학습
- 자율 학습 (기계 학습)
- 준 지도 학습
- 강화 학습
- 심화 학습

## 접근 방법별 알고리즘

### 인공신경망
인공신경망(artificial neural network, ANN)은 기계학습과 인지과학에서 생물학의 신경망에서 영감을 얻은 통계학적 학습 알고리즘으로 시냅스의 결합으로 네트워크를 형성한 인공 뉴런(노드)이 학습을 통해 시냅스의 결합 세기를 변화시켜, 문제 해결 능력을 가지는 모델 전반을 가리킨다. 인공신경망에는 교사 신호(정답)의 입력에 의해서 문제에 최적화되어 가는 교사 학습과 교사 신호를 필요로 하지 않는 비교사 학습이 있다. 명확한 해답이 있는 경우에는 교사 학습이, 데이터 클러스터링에는 비교사 학습이 이용된다. 다른 기계학습과 같이 신경망은 일반적으로 규칙기반 프로그래밍으로 풀기 어려운 컴퓨터 비전 또는 음성 인식과 같은 다양한 범위의 문제를 푸는데 이용된다.

## 주제별 알고리즘
- 선수 지식
  - 베이즈 이론
- 모형화
  - 인공 신경망
  - 결정 트리 학습법
  - 유전 알고리즘 (Genetic Algorithm)
  - 유전자 프로그래밍
  - 가우스 과정 회귀
  - 선형 분별 분석
  - K-최근접 이웃 알고리즘
  - 퍼셉트론
  - 방사 기저 함수 네트워크
  - 서포트 벡터 머신 (support vector machine)
- 모수 추정 알고리즘
  - 동적 프로그래밍
  - 기댓값 최대화 알고리즘
- 생성 모형을 이용한 확률 분포 함수의 모형화
  - 베이즈 네트워크와 마르코프 임의장을 포함한 그래프 모형
- 근사 추론 기법
  - 몬테 카를로 방법
  - 아다부스트

## 같이 보기
- 컴퓨터 과학
- 인공지능
- 자동 로봇
- 생체 정보학
- 컴퓨터 지능
- 컴퓨터 시각
- 데이터 마이닝
- 패턴 인식
- 빅데이터

## 참고 문헌
- 전철홍; 유선아 (2024년 2월). “과학교육 분야 자연어 처리 기법의 연구동향 분석”. 《한국과학교육학회지》 (한국과학교육학회) 44 (1): 39-55.